# Aluminium Arak Football Club
L'Aluminium Arak Football Club (in persiano باشگاه فوتبال آلومینیوم اراک‎), noto come Aluminium Arak, è una società calcistica iraniana con sede ad Arak, di proprietà della Iranian Aluminium Company (IRALCO). Milita nella Lega professionistica del Golfo persico, la massima divisione del campionato iraniano di calcio.
Il club fu fondato nel 2001 con il nome di PAS Arak Football Club. Fa parte della società polisportiva Aluminium Arak Sport and Cultural Club. Ha vinto un campionato iraniano di terza serie.
Disputa le partite casalinghe allo stadio Imam Khomeini di Arak, impianto da 15 000 posti.

## Organico

### Rosa 2020-2021
Aggiornata al 7 marzo 2020.
| N. |                 | Ruolo | Calciatore               |
| -- | --------------- | ----- | ------------------------ |
| 1  | Iran (bandiera) | P     | Mohammad Nasseri         |
| 2  | Iran (bandiera) | D     | Mohammad Iranpourian     |
| 3  | Iran (bandiera) | D     | Mehdi Ghoreishi          |
| 4  | Iran (bandiera) | D     | Ramtin Soleimanzadeh     |
| 6  | Iran (bandiera) | C     | Mehdi Hosseini           |
| 7  | Iran (bandiera) | C     | Mostafa Ahmadi           |
| 8  | Iran (bandiera) | C     | Amir Nouri               |
| 9  | Iran (bandiera) | A     | Hamed Pakdel             |
| 10 | Iran (bandiera) | C     | Omid Sing                |
| 11 | Iran (bandiera) | C     | Saeid Bagherpasand       |
| 13 | Iran (bandiera) | A     | Mohammad Alinejad        |
| 14 | Iran (bandiera) | C     | Shahin Tavakoli          |
| 16 | Iran (bandiera) | C     | Pouria Aria Kia          |
| 18 | Iran (bandiera) | C     | Mohsen Rabiekhah         |
| 20 | Iran (bandiera) | D     | Meysam Majidi (capitano) |

| N. |                 | Ruolo | Calciatore               |
| -- | --------------- | ----- | ------------------------ |
| 28 | Iran (bandiera) | A     | Seyed Mehdi Sajadi       |
| 32 | Iran (bandiera) | C     | Mohammad Javad Abbasi    |
| 33 | Iran (bandiera) | P     | Hossein Pour Hamidi U23  |
| 37 | Iran (bandiera) | C     | Esmaeil Sharifat         |
| 44 | Iran (bandiera) | P     | Amir Reza Hassanpour U23 |
| 56 | Iran (bandiera) | D     | Aziz Maeboodi            |
| 65 | Iran (bandiera) | D     | Amir Hossein Mahmoudi    |
| 68 | Iran (bandiera) | D     | Amir Mohammad Houshmand  |
| 70 | Iran (bandiera) | A     | Morteza Aghakhan         |
| 77 | Iran (bandiera) | C     | Jaber Ansari             |
| 90 | Iran (bandiera) | A     | Nima Doroudi U23         |
| 99 | Iran (bandiera) | C     | Meysam Aghaei            |
|    | Iran (bandiera) | A     | Milad Poursafshekan      |

## Palmarès

### Competizioni nazionali
- Campionato iraniano di terza divisione: 1

2014-2015

### Altri piazzamenti
- Coppa d'Iran:

Finalista: 2021-2022
Semifinalista: 2023-2024
- Lega Azadegan:

Secondo posto: 2019-2020